# Temple mormon de Francfort-sur-le-Main
Le Temple des saints des derniers jours de Francfort-sur-le-Main (couramment nommé Temple de Francfort) est le 43e construit et le 41e temple en fonction de l'Église de Jésus-Christ des saints des derniers jours. Situé dans la ville de  Friedrichsdorf en Allemagne, il a été construit selon la même architecture générale à 6 flèches des temples de Boise Idaho, Chicago Illinois, et de Dallas Texas, mais avec une seule flèche.
La construction du temple de Francfort-sur-le-Main a été annoncée le 1er avril 1981. Il a été dédicacé le 28 août 1987 par Ezra Taft Benson. Le temple a été construit sur un terrain de 20 000 m2 et possède 4 salles d'ordonnances et 5 salles de scellement et a une surface totale de 2 245 m2. Un temple avait précédemment été dédicacé en Allemagne, le temple de Freiberg en juin 1985, qui faisait alors partie de la République démocratique allemande.  
Après la réunification allemande, le 3 octobre 1990, l'Allemagne devint le second pays en dehors des États-Unis à avoir plus d'un temple sur son territoire. Le premier pays a été le Canada, six mois plus tôt, le 25 août 1990, le Temple de Toronto Ontario s'ajoutant au Temple de Cardston Alberta, dédicacé en août 1923. Le Canada a aujourd'hui six temples en fonction et le Temple de Vancouver - Colombie Britannique en construction, soit un total de sept temples canadiens. 
L'Angleterre deviendrait le troisième pays en dehors des États-Unis à avoir un second temple avec le Temple de Preston Angleterre dédicacé en juin 1998. 
Les autres pays à avoir plus d'un temple en fonction sont l'Australie avec cinq temples, le Brésil avec quatre temples en fonction et deux en construction (soit un total de six), le Japon avec deux temples (Tokyo et Fukuoka), et le Mexique avec 12 temples en fonction dans tout le pays.